# Kō Nakahira
Kō Nakahira (中平康, Nakahira Kō) est un réalisateur japonais né le 3 janvier 1926 à Tokyo et mort le 11 septembre 1978.

## Biographie
Après des études artistiques, Kō Nakahira rejoint la Shōchiku à l'âge de 22 ans et devient assistant-réalisateur de Yūzō Kawashima et de Minoru Shibuya. Il suit Yūzō Kawashima et passe à la Nikkatsu en 1954. Il est promu réalisateur deux ans plus tard.
À la fin des années 1960, il tourne plusieurs films à Hong Kong pour la société de production Shaw Brothers sous le pseudonyme de Yang Shu-hsi.
Kō Nakahira a réalisé plus de 45 films entre 1956 et 1976.

## Filmographie

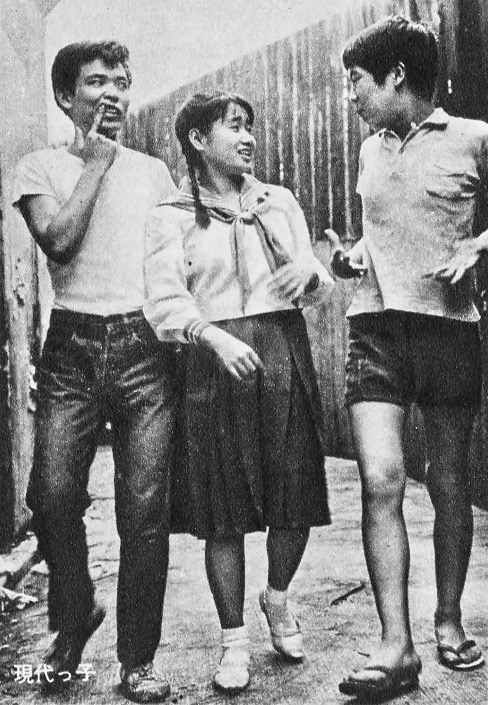
Chinatsu Nakayama au centre dans Une jeunesse moderne (1963).

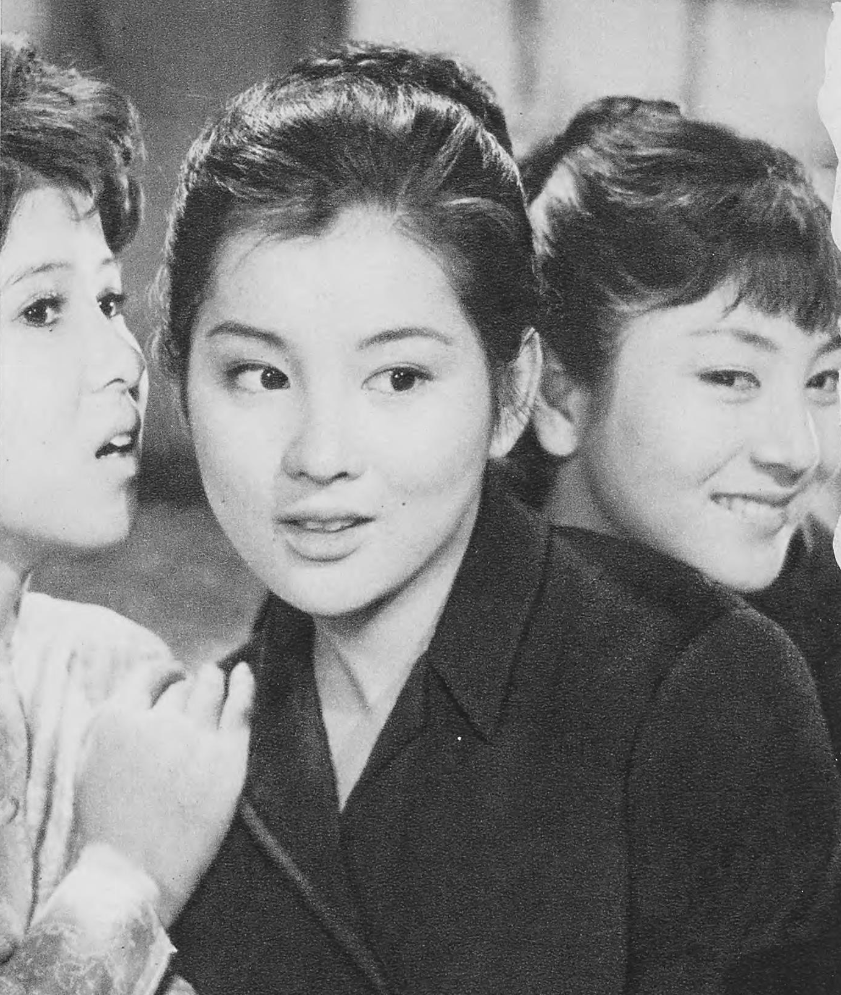
Yukiyo Toake, Sayuri Yoshinaga et Masako Izumi dans La Mer étincelante (1963).

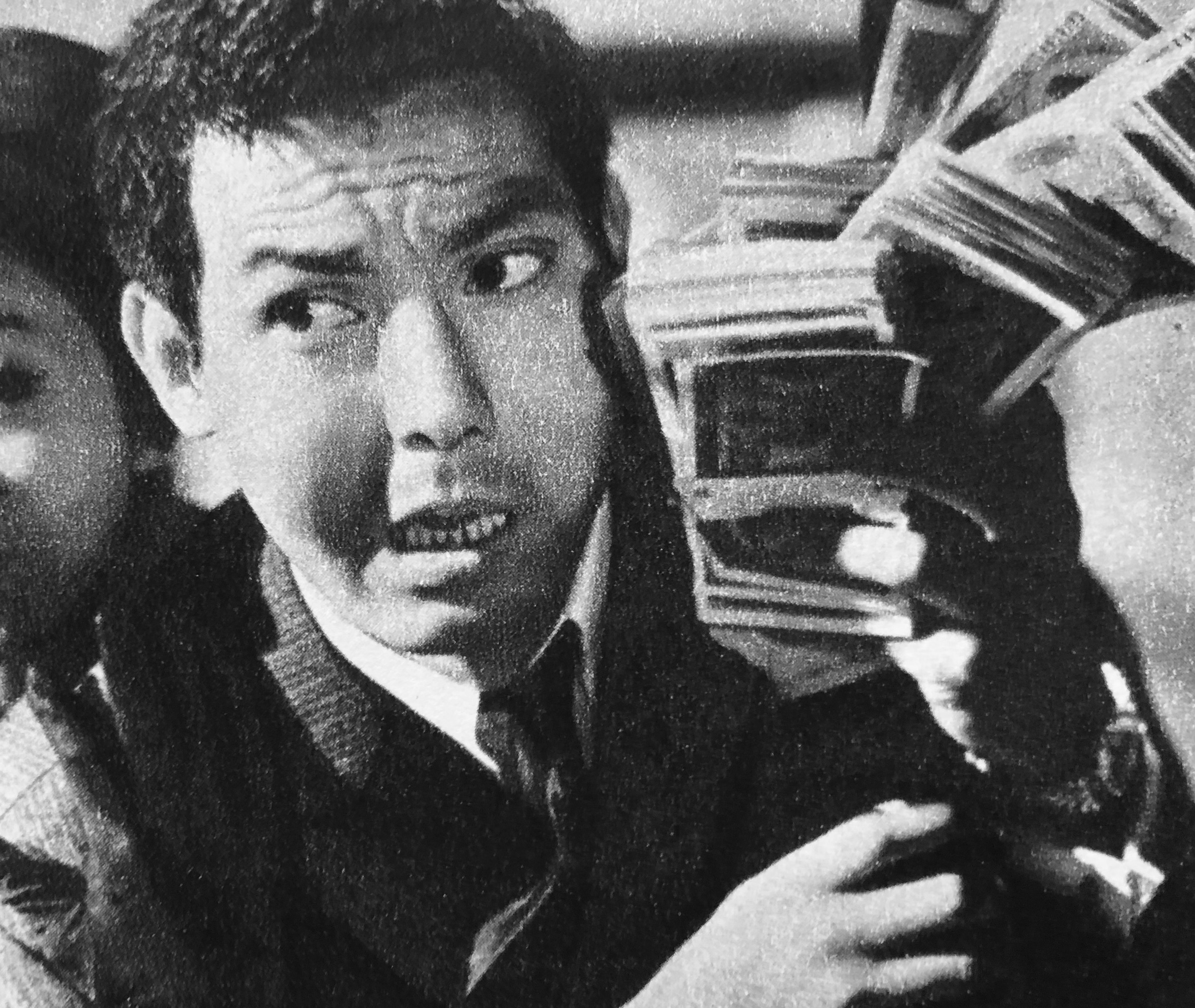
Joe Shishido dans Gendai akutō jingi (1965).

### Réalisateur
La mention « +Scénariste » indique que Kō Nakahira est aussi auteur du scénario.
- 1956 : Passions juvéniles (狂った果実, Kurutta kajitsu?)
- 1956 : L'Homme à abattre (狙われた男, Nerawareta otoko?)[4]
- 1956 : Tempête d'été (夏の嵐, Natsu no arashi?)[5]
- 1956 : Frankie le laitier (牛乳屋フランキー, Gyūnyū ya Furanki?)[6] +Scénariste
- 1957 : Koi to uwaki no seishun techō: Gaitō (恋と浮気の青春手帖 街燈?)
- 1957 : Qui est le véritable assassin ? (殺したのは誰だ, Koroshita no wa dare da?)[7]
- 1957 : Tentations (誘惑, Yūwaku?)[8]
- 1957 : La Vertu chancelante (美徳のよろめき, Bitoku no yoromeki?)[9]
- 1958 : Désirer, en toute saison (四季の愛欲, Shiki no aiyoku?)[10]
- 1958 : Les Ailes rouges (紅の翼, Kurenai no tsubasa?)[11]
- 1959 : Saijo katagi (才女気質?)
- 1959 : Le Mur du silence (その壁を砕け, Sono kabe o kudake?)[12]
- 1959 : Rendez-vous secret (密会, Mikkai?)[13]
- 1960 : Kyanpasu 110-ban: Gakusei yarō to musumetachi (「キャンパス１１０番」より 学生野郎と娘たち?)
- 1960 : La Ville oubliée (地図のない町, Chizu no nai machi?)[14]
- 1960 : Ashita hareru ka (あした晴れるか?) +Scénariste
- 1961 : Lui et moi (あいつと私, Aitsu to watashi?)[15] +Scénariste
- 1961 : Tempête sur l'Arabie (アラブの嵐, Arabu no arashi?)[16] +Scénariste
- 1962 : Atariya taishō (当りや大将?)
- 1962 : Wakakute warukute sugoi koitsura (若くて、悪くて、凄いこいつら?)
- 1962 : Les Apprentis faux-monnayeurs (危いことなら銭になる, Yabai koto nara zeni ni naru?)[17] +Scénariste
- 1963 : L'Innocence outragée (泥だらけの純情, Dorodarake no junjō?)[18]
- 1963 : Ore no senaka ni hi ga ataru (俺の背中に陽が当たる?)
- 1963 : Une jeunesse moderne (現代っ子, Gendaikko?)[19]
- 1963 : La Mer étincelante (光る海, Hikaru umi?)[20]
- 1964 : Les Lundis de Yuka (月曜日のユカ, Getsuyōbi no Yuka?)[21]
- 1964 : Journal d'un prédateur (猟人日記, Ryōjin nikki?)[22]
- 1964 : Les Nuits faciles (砂の上の植物群, Suna no ue no shokubutsu-gun?)[23] +Scénariste
- 1964 : Tourbillon charnel (おんなの渦と淵と流れ, Onna no uzu to fuchi to nagare?)[24]
- 1965 : Gendai akutō jingi (現代悪党仁義?)
- 1965 : Le Joueur en noir (黒い賭博師, Kuroi tobakushi?)[25]
- 1965 : Yarō ni kokkyō wa nai (野郎に国境はない?)
- 1965 : Kekkon sōdan (結婚相談?)
- 1966 : Le Joueur en noir, le coup du diable (黒い賭博師 悪魔の左手, Kuroi tobakushi: Akuma no hidarite?)[26]
- 1966 : Akai gurasu (赤いグラス?)
- 1967 : Inter-Pol (特警零零九, Te jing 009) (Production Shaw Brothers) +Scénariste
- 1967 : Kigeki: Ōburoshiki (喜劇 大風呂敷?)
- 1967 : Seishun Tarō (青春太郎?)
- 1967 : Trapeze Girl (飛天女郎, Fei tian nu lang) (Production Shaw Brothers) +Scénariste
- 1968 : Za Supaidāsu no dai-shingeki (ザ・スパイダースの大進撃?)
- 1968 : Summer Heat (狂戀時, Kuang lian shi) (production Shaw Brothers), remake de Passions juvéniles +Scénariste
- 1969 : Diary of a Lady-Killer (獵人, Lie ren) (production Shaw Brothers), remake de Journal d'un prédateur +Scénariste
- 1970 : Eikō e no hangyaku (栄光への反逆?)
- 1971 : Chimimoryo, une âme au diable (闇の中の魑魅魍魎, Yami no naka no chimimoryo?)[27]
- 1972 : Konketsuji Rika (混血児リカ?)
- 1973 : Konketsuji Rika: Hitoriyuku sasuraitabi (混血児リカ ひとりゆくさすらい旅?)
- 1976 : Hensōkyoku (変奏曲?) +Scénariste

### Scénariste
- 1955 : Haru no yo no dekigoto (春の夜の出来事?) de Katsumi Nishikawa
- 1974 : Cheongchun bulshichak de Dae-hie Kim

## Récompenses et distinctions
- 1971 : Chimimoryo, une âme au diable est présenté en compétition au festival de Cannes[27]